# Deltostethus columbiensis
Deltostethus columbiensis är en skalbaggsart som först beskrevs av Hatch 1965.  Deltostethus columbiensis ingår i släktet Deltostethus och familjen palpbaggar. Inga underarter finns listade i Catalogue of Life.